# Banda Ahenkro

Banda Ahenkro (alternativt Ahenkro, eller bara Banda) är en ort i västra Ghana. Den är huvudort för distriktet Banda, och folkmängden uppgick till 3 077 invånare vid folkräkningen 2010. Orten grundades under namnet Sermainakuo. Fofiefestivalen firas i Banda Ahenkro i oktober varje år.